# Wohnhausanlage Vorgartenstraße 158–170
Die Wohnhausanlage Vorgartenstraße in Wien wurde in den Jahren 1959–1962 unter den Architekten Carl Auböck, Adolf Hoch und Carl Rössler errichtet. Sie stellt einen der bedeutendsten Gemeindebauten der Nachkriegszeit und gleichzeitig eines der radikalsten Projekte des Wiener Wohnbaus jener Zeit dar. Beschränkt gesehen auf die bautechnischen Innovationen, leitete die Wohnhausanlage Vorgartenstraße einen Paradigmenwechsel des sozialen Wohnbaus der Gemeinde Wien ein, weg von der traditionellen Bauweise, hin zum industriellen Bauen. Die Wohnhausanlage steht unter Denkmalschutz (Listeneintrag).

## Lage
Der Wohnkomplex befindet sich neben der Vorgartenstraße 158–170 auf einem unregelmäßigen, trapezförmigen Grundstück im 2. Wiener Gemeindebezirk im sogenannten Stuwerviertel. Das Viertel entstand in den 1870er Jahren im Zuge der Donauregulierung und ist städtebaulich gesehen durch orthogonal angeordnete spätgründerzeitliche Zinshäuser und Wohnblöcke der Gemeinde Wien geprägt. In unmittelbaren Kontrast zu jenen Blockrandbebauungen setzt sich der Wohnbau Vorgartenstraße aus vier nach Süden orientierten offen stehenden Blöcken zusammen. Die gesamte Anlage ist in der Tradition der Moderne in eine großzügige Grünanlage eingebettet, welche als Erholungsgebiet für das dicht bebaute Umfeld dienen sollte. Auf dem Grundstück befinden sich ebenfalls ein Markt, eine Schule sowie ein Kindergarten.

## Historischer Kontext
Die Berufung der Architekten Roland Rainer als Stadtplaner im Jahr 1958 eröffnete eine neue Phase der Wiener Stadtplanung. Unter seiner Ägide wurden weitreichende Entscheidungen getroffen, die bis heute Wien prägen. So wurden unter anderem die Weichen für die Verdichtung des Stadtrandes und den Einsatz für mehr Grünraum in der Stadt gestellt. Dicht bebaute Gebiete sollten aufgelockert, zu locker bebaute verdichtet werden. Ein weiterer Kernpunkt des Planungskonzeptes war die Schaffung von Sub- bzw. Bezirkszentren. Auch in Bezug auf den sozialen Wohnbau bedeutete der Antritt Rainers, dass 1958 der eigentliche Wiederaufbau so gut wie abgeschlossen war, und dass man sich nun die Frage stellte, wie der soziale Wohnbau der Gemeinde Wien weitergeführt werden sollte. Den zu jener Zeit, als „Emmentalerbauten“ negativ konnotierten Gemeindebauten der Nachkriegszeit, welche sich durch Typengrundrisse und anderen standardisierten Details immer mehr ähnelten, sollten nun innovative neue Lösungen gegenübergestellt werden. Aus diesem Grund wurden ab 1958 unter Rainers Regie Planungen für zwei Demonstrativbauvorhaben des sozialen Wohnbaus in die Wege geleitet, neben der Wohnhausanlage in der Vorgartenstraße auch die Wohnhausanlage am Eisenstadtplatz, bei denen „neue „Möglichkeiten der Konstruktion und Ausbildung“ geprüft werden“ sollten.

## Konstruktion
Die Anlage stellte konstruktiv einen Bau in Schottenbauweise, auch Querwandbau genannt, dar. Der strukturelle Kern der Treppenhauswände besteht hierbei aus in Querrichtung angeordneten Stahlbetonschotten, welche die aufkommenden Lasten der Geschoßdecken in das Erdreich ableiten. Diese Konstruktionsart zeigt deutlich, dass diese Wohnhausanlage nicht mehr zu der Bauweise der Nachkriegsbauten zählte, sondern auf den Einsatz neuartiger Baumethoden gesetzt wurde. Eine besondere Aufmerksamkeit wurde bei der Planung auch auf eine Auswahl innovativer und langlebiger Materialien gelegt. In der Baubeschreibung weisen Carl Auböck und Carl Rössler explizit darauf hin, dass die in der Anschaffung etwas teureren Materialien mit den zu erwartenden niedrigen Wartungskosten zu rechtfertigen seien. Neben den bautechnischen Innovationen und einer sorgfältigen Auswahl der Baumaterialien war auch die technische Gebäudeinfrastruktur ihrer Zeit voraus und lag über dem Standard anderer Gemeindebauten: So standen den Bewohnern Zentralheizungen, Personenaufzüge und nicht zuletzt auch Müllabwurfschächte zur Verfügung.

## Räumliche Strukturierung

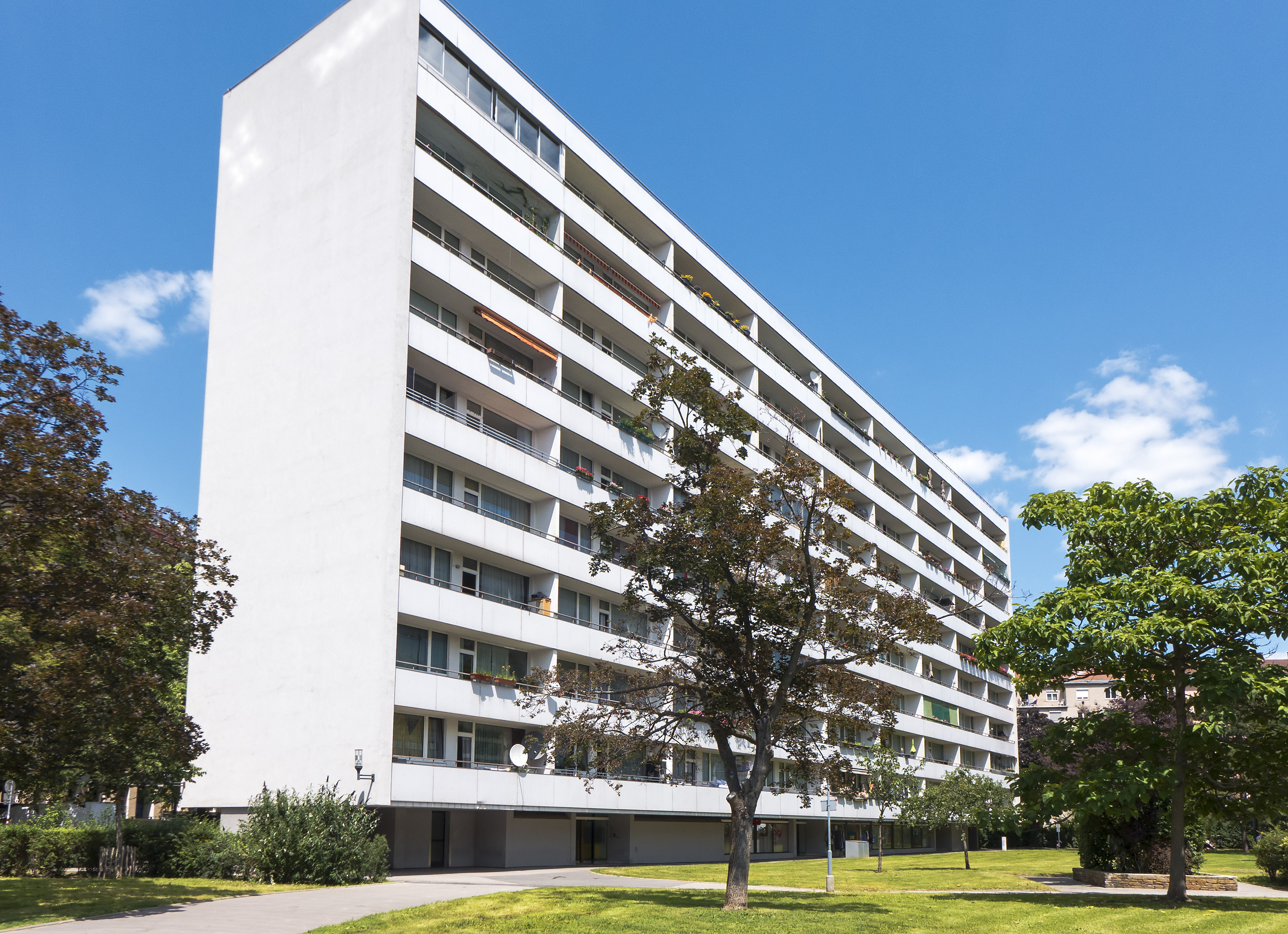
Stiege 1–3

Die vier Blöcke des Wohnbaus weisen einen zur Länge hin gesehenen schmalen Rechteckgrundriss mit jeweils zehn Geschoßen auf und werden mit einem Flachdach abgeschlossen. Jeder Wohnblock verfügt über drei Stiegenhäuser, die im Dreispännerprinzip die Wohnungen erschließen. In städtebaulicher Hinsicht wurden die vier Blöcke nicht straßenparallel positioniert, sondern in einiger Distanz zur Baufluchtlinie in einem stumpfen Winkel zur Straße. Mit jener Positionierung erfolgte einerseits eine Reaktion auf die orthogonale Struktur des Stuwerviertels und andererseits hat diese Art der Ausrichtung auch funktionale Vorteile gegenüber dem gründerzeitlichen Blockraster: Durch die Drehung wurde gewährleistet, dass sämtliche Wohnräume der Anlage nach Süden orientiert und somit für alle Bewohner gleiche Bedingungen bezüglich Lage, Besonnung und Durchlüftung geschaffen wurden. Während die Blöcke von Carl Auböck und Carl Rössler völlig ident in ihrer Außenerscheinung sowie auch im Grundriss sind, unterscheiden sie sich von den Blöcken von Adolf Hoch, indem sie länger und schmäler ausgeformt sind. Dies wirkte sich unmittelbar auf die Binnenorganisation der einzelnen Geschoße aus.

### Binnenorganisation, Wohnungsgrößen und Grundrisse

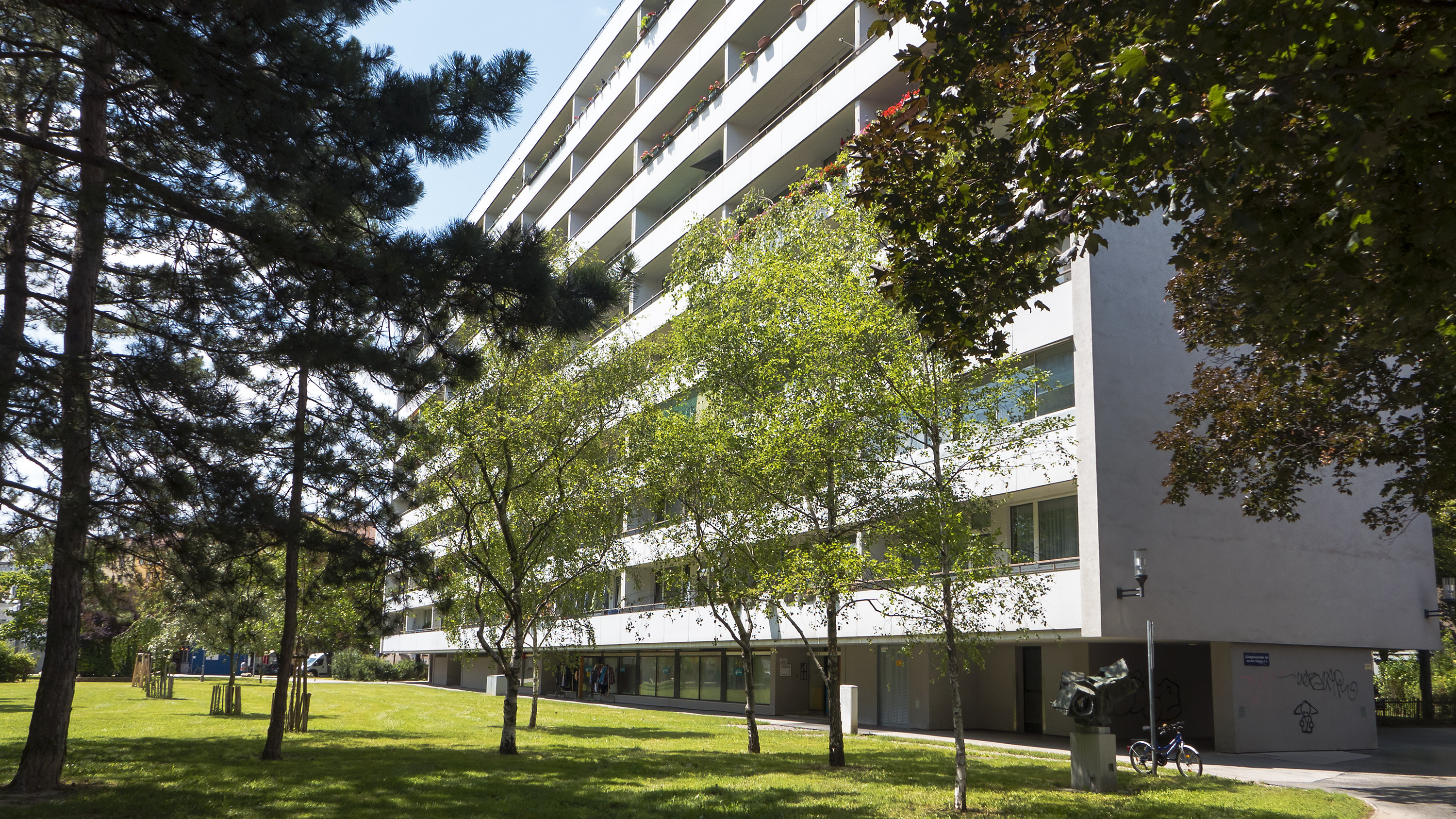
Stiege 4–6

Insgesamt umfasst die Anlage 324 Wohnungen, welche im Vergleich zu den Größenverhältnissen des sozialen Wohnbaus jener Zeit großzügiger konzipiert wurden. So wiesen die Grundrisse in der Vorgartenstraße ein Größenspektrum von 41 bis 84 m² auf, wohingegen in anderen Gemeindebauten lediglich in einem Ausmaß von 28 bis 76,5 m² geplant wurde.
Die Binnenorganisation der Wohnblöcke von Auböck und Rössler sahen drei Wohnungstypen vor, wovon die kleinste gänzlich nach Süden orientiert ist. Die beiden seitlichen Wohnungen, welche die gesamte Bautiefe einnahmen, ermöglichten durch ihre Konzeption eine Querdurchlüftung und weisen aufgrund der Einschiebung eines zweiten Vorraumes getrennte Wohn- und Schlafbereiche auf. Mittels jener Grundrisskonzeption wurde es möglich, gemeinschaftliche und private Bereiche der Wohnung konsequent zu trennen. Diese Grundrisslösung wurde hier erstmals bei einer Wohnhausanlage der Gemeinde Wien durchgeführt und geht auf Carl Auböck zurück, der diese während einer Amerikareise kennen gelernt hatte.
Die Grundrissgestaltung der Wohnungen in den Blöcken von Adolf Hoch blieb hingegen etwas konventioneller. In seinen Einheiten erschlossen sich alle Räumlichkeiten von einem Vorraum ausgehend.

### Erdgeschoßzone
Die Erdgeschoßzonen der Wohnblöcke wurden im Sinne der Architektur von Le Corbusier mithilfe von Scheiben und Pfeilern vom Boden abgehoben. Die oberen Geschoße kragen an allen Seiten über das Erdgeschoß vor, sodass ein schwebender Eindruck entstand. Bei den Blöcken von Auböck und Rössler wurden an deren Schmalseiten die oberen Geschoße durch Scheiben, bei den Blöcken von Adolf Hoch durch abgeschrägte Pfeiler abgefangen. Vollständig beibehalten wurde dieses Konzept allerdings nur an den jeweiligen Enden der Wohnblöcke, um nicht auf Raum verzichten zu müssen. Dieser wurde nämlich zur Unterbringung von Waschküchen, Müllräumen, Abstellräumen und nicht zuletzt den Zugängen zu den Stiegenhäusern genutzt. Die Blöcke von Auböck und Rössler erschließen ihre Eingangsbereiche durch Foyers an den Längsseiten. Hoch hingegen platzierte die Zugänge an den nördlichen Längs- und an den Schmalseiten.

### Fassaden der Obergeschoße
Den Südfassaden sämtlicher Wohnblöcke sind ab dem ersten Obergeschoß Loggien vorgelagert, welche die Wohnräume ins Freie erweitern. Durch die Schottenbauweise war es auch möglich bei sämtlichen gegen Süden gerichteten Wohnräumen die Fassaden der Loggien ganz in Glas aufzulösen. Obwohl das Prinzip der durch Loggien geprägten Südfassaden bei allen Wohnblöcken ausgeführt wurde, unterscheiden sie sich dennoch voneinander. Während bei Auböck und Rössler die Loggien über die ganze Länge der Fassade laufen, unterbrach Hoch sie durch regelmäßig angeordnete Fenster. Diese wurden jedoch auf gleicher Höhe wie die Brüstungen der Loggien angebracht, um so die optisch horizontale Wirkung nicht zu mindern. Die Nordseiten der Wohnblöcke waren weitgehend geschlossen. Bei den Blöcken von Auböck und Rössler wurden Wohnungs- und Stiegenhausfenster zwischen durchgehenden Mauerbändern angeordnet. Hoch hingegen gliederte die Nordfassade seiner Wohnblöcke, indem er die Stiegenhäuser nordseitig durch durchfensterte, die Traufenlinie durchstoßende Risalite betonte.
Auch in der Gestaltung der Schmalseiten unterschieden sich die Gebäude voneinander. Auböck und Rössler gestalteten ihre völlig geschlossen und durch eine Oberfläche aus weiß gestrichenem Sichtbeton. Die Blöcke von Adolf Hoch besaßen an den Schmalseiten hingegen mittig angeordnete, relativ weit auskragende Balkone, welche ursprünglich mit einer rötlichen Putzfassade umgeben waren. Diese ist jedoch heute nicht mehr erhalten.
Während Auböck und Rössler die Außenerscheinung im Sinne Le Corbusiers radikal geschlossen konzipierten, können Hochs Blöcke mit den rhythmisierenden Loggien und den die Traufenlinie durchstoßenden Stiegenhäusern als Bindeglied zur Moderne der Zwischenkriegszeit angesehen werden. Vor allem die Rahmungen der Stiegenhausrisalite erinnern an Lösungen, wie sie im Umkreis der österreichischen Moderne der 1930er Jahre zu finden waren.

## Kunst am Bau
Auf den Grünflächen zwischen den Wohnblöcken befinden sich mehrere Kunstwerke. Im Einzelnen handelt es sich um eine beidseitig gestaltete Mosaikwand von Carl Unger mit dem Titel „Der Flug“ (1959–63), sowie eine Metallskulptur von Oswald Stimm benannt „Begegnung“ (1966). Auf dem Grundstück des Kindergartens wurden zwei Eulen von Maria Bijan Perz (1962) platziert.

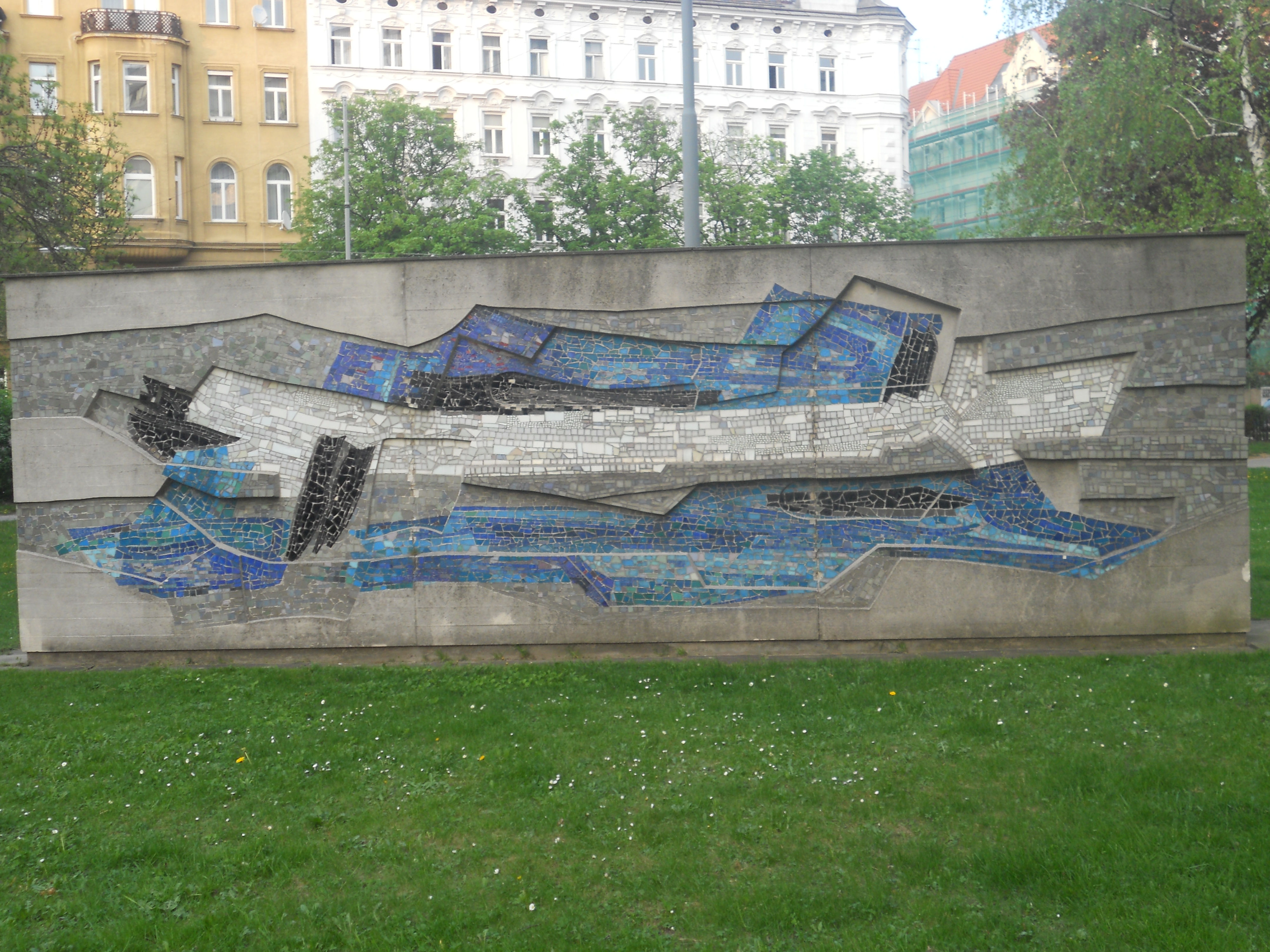
Der Flug
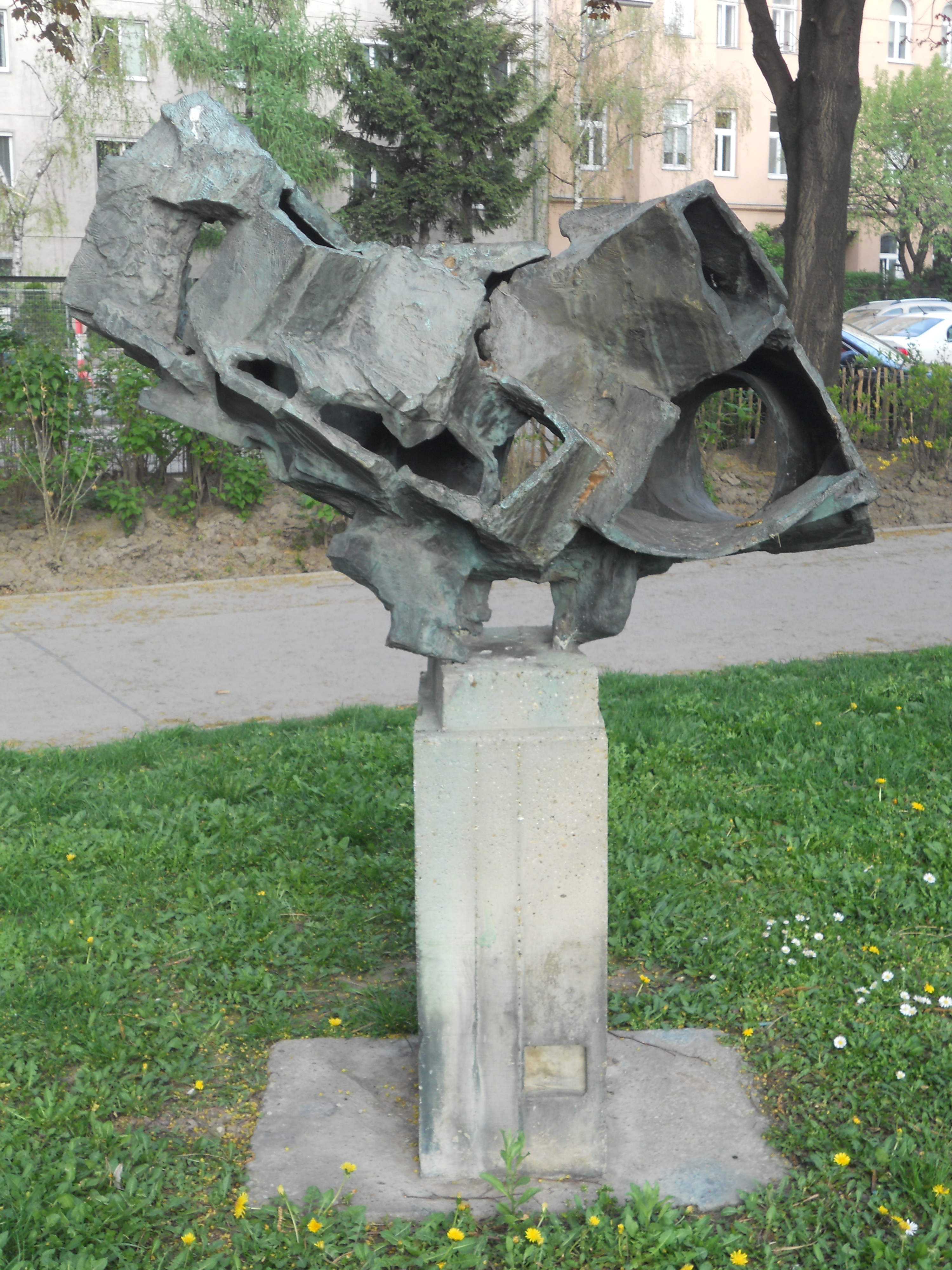
Begegnung
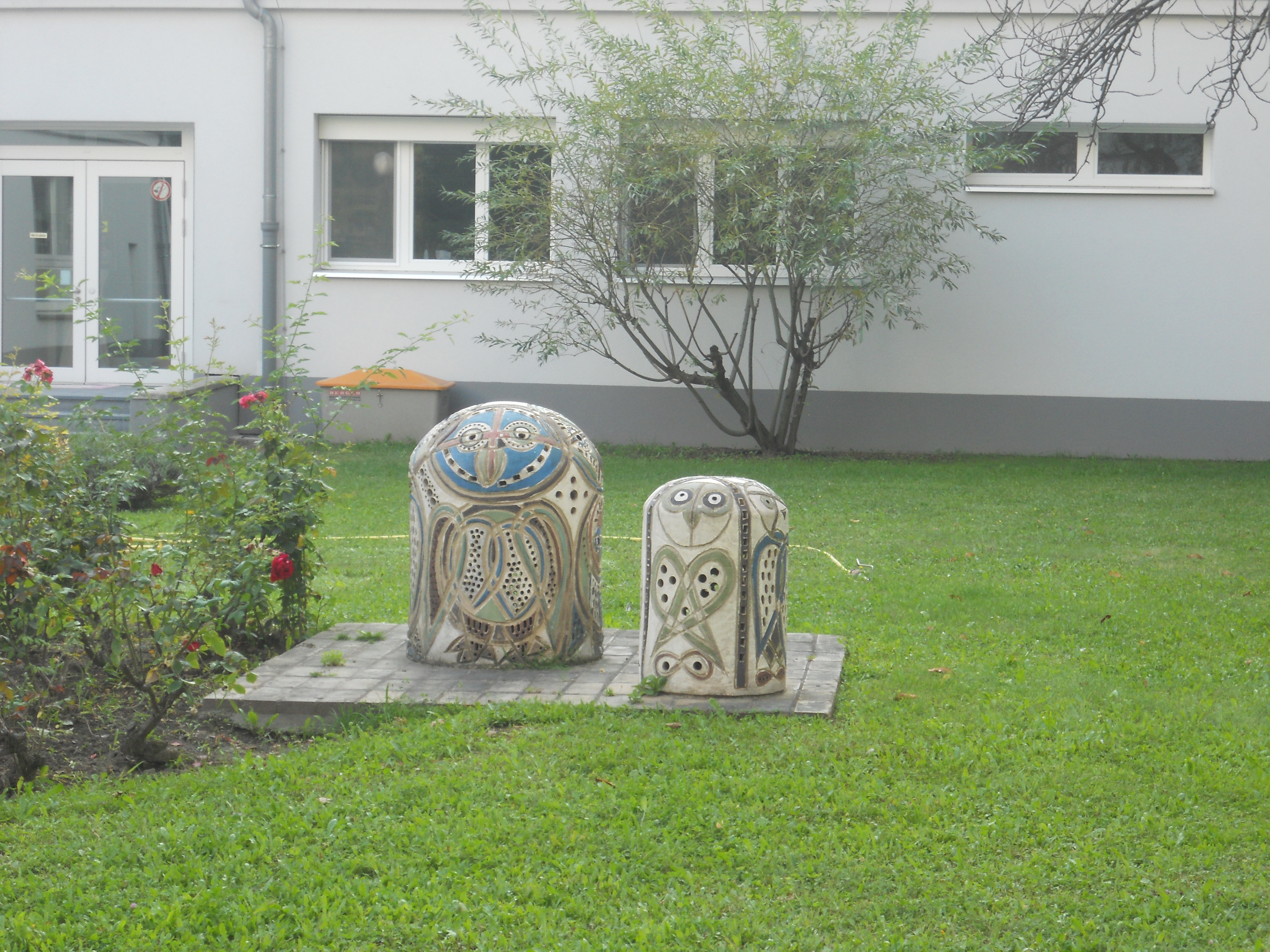
Zwei Eulen

## Baugeschichte
Auf dem Standort der Wohnhausanlage war bis zu deren Errichtung der städtische Reservegarten samt Palmenhaus angesiedelt, welcher Ende der 1950er Jahre nach Hirschstetten übersiedelt wurde. An der östlichen Grundstücksgrenze, entlang der Vorgartenstraße, befand sich früher ein Markt, auf dem unter anderem aus dem Reservegarten gezüchtetes Obst und Gemüse verkauft wurde. Der Markt sollte erhalten bleiben, jedoch mit einer neuen Strukturierung und Platzierung, geplant durch den Architekten Fritz Zügner.
Die Architekten der Wohnblöcke Carl Auböck, Carl Rössler und Adolf Hoch erhielten den Auftrag mittels einer Direktvergabe. Ursprünglich waren statt der vier ausgeführten Blöcke lediglich drei Gebäude geplant. Anstatt des vierten Wohnblocks wollten die Architekten auf dem Areal an der nordöstlichen Grundstücksecke den Markt platzieren, welcher jedoch im ausgeführten Projekt im nordwestlichen Bereich des Grundstücks realisiert wurde. Der finale Plan sah außerdem vor, dass Carl Rössler die Konzeption des nördlichen Gebäudes (Stiege 1–3), Carl Auböck die des südlich darunter verorteten (Stiege 4–6) und Adolf Hoch die der übrigen zwei Wohnblöcke (Stiegen 7–12) übernahm. Die Einreichpläne wurden im November 1959 behördlich bewilligt und der Bau durch die Donauländische Baugesellschaft bis zum Jahre 1962 realisiert.

### Heutiger Zustand
Im Rahmen der über 50-jährigen Bestandszeit der Wohnhausanlage war diese mehrmals Gegenstand von Umbauten und Umgestaltungen. In den 1980er Jahren wurden die Seitenwände der Wohnbauten mit einer Wärmedämmung versehen und In den Jahren 2005 bis 2008 generalsanierte die Hausverwaltung Wiener Wohnen die gesamte Anlage. Sämtliche Blöcke wurden mit einem Wärmedämmverbundsystem versehen und (mit Ausnahme der Erdgeschoßzonen) alle Fenster und Portalkonstruktionen ausgetauscht. Durch diese Maßnahmen ging jedoch das ursprüngliche Erscheinungsbild bezüglich seiner Materialität und Proportion verloren. Im Gegensatz zur Außenerscheinung haben sich in den öffentlichen Bereichen im Inneren, mit Ausnahme der Wohnungseingangstüren, nahezu sämtliche bauzeitliche Oberflächen und Einbauten erhalten.

## Vergleichs- und Folgeprojekte
Fast zeitgleich mit der Wohnhausanlage Vorgartenstraße entstand ein weiteres Bauvorhaben am Eisenstadtplatz in Favoriten. Zwischen 1958 und 1963 realisierte die Gemeinde an diesem Standort eine lockere Verbauung von vier- und neungeschoßigen, freistehenden, nach Süden orientierten Baublöcken mit einem Hochhaus als städtebauliche Dominante. Während die im Westen befindlichen viergeschoßigen Zeilenbauten in konventioneller Bauweise konstruiert wurden, ist der Bau des südlichsten Blocks, wie schon die Anlage Vorgartenstraße, in der Schottenbauweise ausgeführt worden. Weitere Parallelen können im Erdgeschoß gefunden werden, da die lang gestreckten Zeilen ebenfalls durch Scheiben und Piloten vom Boden abgehoben wurden. Auch dieses Bauvorhaben wurde ausgestattet mit zentralen Einrichtungen wie einem Kindergarten, einer Schule sowie einem Ladenzentrum. Die Anlage ist eingebettet in eine weitläufige Grünanlage, welche wie in der Vorgartenstraße nicht nur der Erholung dienen, sondern auch zur Auflockerung des dicht bebauten Bezirkes Favoriten beitragen sollte. Eine weitere Wohnhausanlage, welche als Vergleichsobjekt bzw. Folgebau angesehen werden kann, ist die Wohnhausanlage Sandleitengasse. Die 1960–62 errichtete Anlage wurde, wie der Wohnbau Vorgartenstraße, in Zeilenbebauung ausgeführt und hebt sich damit ebenfalls von dem gründerzeitlichen mit Blockrandbebauung dominierten Umfeld ab. Weitere Parallelen sind sowohl in den Wohnungsgrundrissen als auch in der Konstruktion zu finden, da beide Anlagen in Schottenbauweise ausgeführt und die Wohnräume südseitig organisiert wurden.
Ebenfalls als Vergleichsobjekt bzw. Folgebau kann der um 1960 errichtete Wohnblock Hartlebengasse 1–3 (welcher Teil der Wohnhausanlage Langobardenstraße – Hartlebengasse ist) angesehen werden. Die Architekten setzten hier den in der Vorgartenstraße eingeschlagenen Weg fort und planten den siebengeschoßigen, fünf Stiegen umfassenden Wohnbau ebenfalls in Schottenbauweise. So konnten auch hier den nach Süden orientierten Fassaden der Wohnräume Loggien vorgelagert werden. Auch bei der Binnenerschließung sind Parallelen auffindbar, denn die Architekten konstruierten hier die Wohnungen (wie Auböck und Rössler) mit Zwischenflurlösungen.

### Rezeption
Die Wohnhausanlage erlebte schon während der Planung und Errichtung eine, im Vergleich zu anderen derartigen Projekten entsprechend, große öffentliche Aufmerksamkeit. Diese reichte von der Berichterstattung in Architekturmagazinen, allen voran der Zeitschrift „Der Aufbau“ des Wiener Stadtbauamtes, bis hin zum Eingang in Wiener aber auch nationale Architekturführer der 1960er Jahre. Der Wohnhausanlage gelang es ebenfalls in den Kanon an Bauten des sogenannten „Neuen Wien“ der Nachkriegszeit aufgenommen zu werden. Infolgedessen wurde sie zusammen mit anderen wichtigen Symbolen der Zeit, wie beispielsweise dem Flughafen, dem Ringturm oder der von Roland Rainer entworfenen Stadthalle, in Bildbänden abgedruckt. Nicht zuletzt nutzte auch die Bauindustrie – allen voran die Ludwig Hatschek Werke, besser bekannt als Eternit – die Anlage als Referenzprojekt für den Verbau ihre Produktpalette. Die Wohnhausanlage schaffte es vor dem Hintergrund wechselnder architektonischer Tendenzen bis heute im Gemeindebau als eine wichtige Wegmarke anerkannt zu sein.

## Unterschutzstellung durch das Bundesdenkmalamt
Für diese Wohnhausanlage wurde 2010 ein Prüfverfahren auf Antrag der Stadt Wien gestartet, in dem der zuvor nur durch amtliche Vermutung unter Schutz stehende Anlage Denkmalwürdigkeit attestiert wurde. Sie wurde in weiterer Folge per Bescheid unter Denkmalschutz gestellt.